# Kleinschmidtimyia
Genre
Kleinschmidtimyia est un genre de diptères de la famille des Agromyzidae.

## Liste d'espèces
Selon Catalogue of Life (20 mars 2020) :
- Kleinschmidtimyia arabica Deeming, 2006
- Kleinschmidtimyia dianellae Kleinschmidt, 1961
- Kleinschmidtimyia gemina Spencer, 1977
- Kleinschmidtimyia indigoferae Kleinschmidt, 1961
- Kleinschmidtimyia nuginiensis Spencer, 1977
- Kleinschmidtimyia paramonovi Spencer, 1963
- Kleinschmidtimyia pisi (Kleinschmidt, 1961)
- Kleinschmidtimyia wikstroemiae Kleinschmidt, 1961